# Akhisar Belediyespor
El Akhisar Belediye Gençlik ve Spor Kulübü (en español: Club Municipal, Juvenil y Deportivo de Akhisar), conocido simplemente como Akhisar Belediyespor, es un club de fútbol de Akhisar, Turquía. El club pertenece a la municipalidad de Akhisar. Fue fundado el 8 de abril de 1970 y juega en la TFF Tercera División.
El club tiene una gran rivalidad contra Turgutluspor y Manisaspor. El club juega sus partidos de local en el Estadio Manisa 19 Mayis, que también es utilizado por el Manisaspor.

Akhisar Belediyespor tuvo su primer gran éxito en 2012 cuando ganaron la TFF Primera División y como resultado fueron promovidos a la Süper Lig, donde permanecerían hasta 2019.

## Historia
El club fue fundado en 1970 por la fusión de tres equipos de fútbol, Güneşspor, Gençlikspor y Doğanspor en Manisa. Los colores del club son negro, verde y amarillo, que representa Güneşspor, Gençlikspor y Doğanspor, respectivamente. Yilmaz Atabarut fue el fundador y el primer presidente del club.
El club compitió en la serie turca de aficionados regional hasta 1984, cuando fue promovido a la TFF Segunda División, el cuarto nivel en el sistema de la liga de fútbol turca. Diez años más tarde, en 1994, que fueron relegados de nuevo a la liga amateur regional para uno temporada.
En 1995, el club fue ascendido de nuevo a la tercera liga. En la temporada 2000-2001, el club avanzó a la TFF Segunda División y después de nueve años allí, que fueron promovidos a la TFF Primera División. Se convirtieron en el campeón de la liga en su primera temporada, que los llevó al más alto nivel del fútbol turco, el Super Lig.
En 2012, el club trajo a Bruno Mezenga, Çağdaş Atan e Ibrahima Sonko para reforzar su plantilla. En enero de 2013, se firmó el delantero griego Theofanis Gekas que se encendió anotar 12 goles para el resto de la temporada 2012/13, y la asistencia en el esfuerzo para mantener el club en la división. el club terminó en un puesto 14 en la Süper Lig.
Para la temporada Superliga de Turquía 2015-16 hacen su mejor presentación terminando en el octavo puesto y peleando puesto europeos, traerían como refuerzo al colombiano Hugo Rodallega quien haría 19 goles en la Liga siendo el que más goles ha hecho en una sola temporada y haría 22 en total.

## Palmarés

### Profesional

#### Torneos Nacionales (3)
- Copa de Turquía (1): 2017-18.
- Supercopa de Turquía (1): 2017-18.
- TFF Primera División (1): 2011-12.

## Participación en competiciones de la UEFA
| Temporada | Torneo             | Ronda   | Club           | Casa | Visita | Global   |
| --------- | ------------------ | ------- | -------------- | ---- | ------ | -------- |
| 2018–19   | UEFA Europa League | Grupo J | Sevilla        | 2–3  | 0–6    | 4º Lugar |
| 2018–19   | UEFA Europa League | Grupo J | Krasnodar      | 0–1  | 1–2    | 4º Lugar |
| 2018–19   | UEFA Europa League | Grupo J | Standard Liège | 0–0  | 1–2    | 4º Lugar |